# Verbascum pulverulentum
El gordolobo (nombre compartido con otras especies) o  Verbascum pulverulentum es una especie de la familia de las escrofulariáceas.

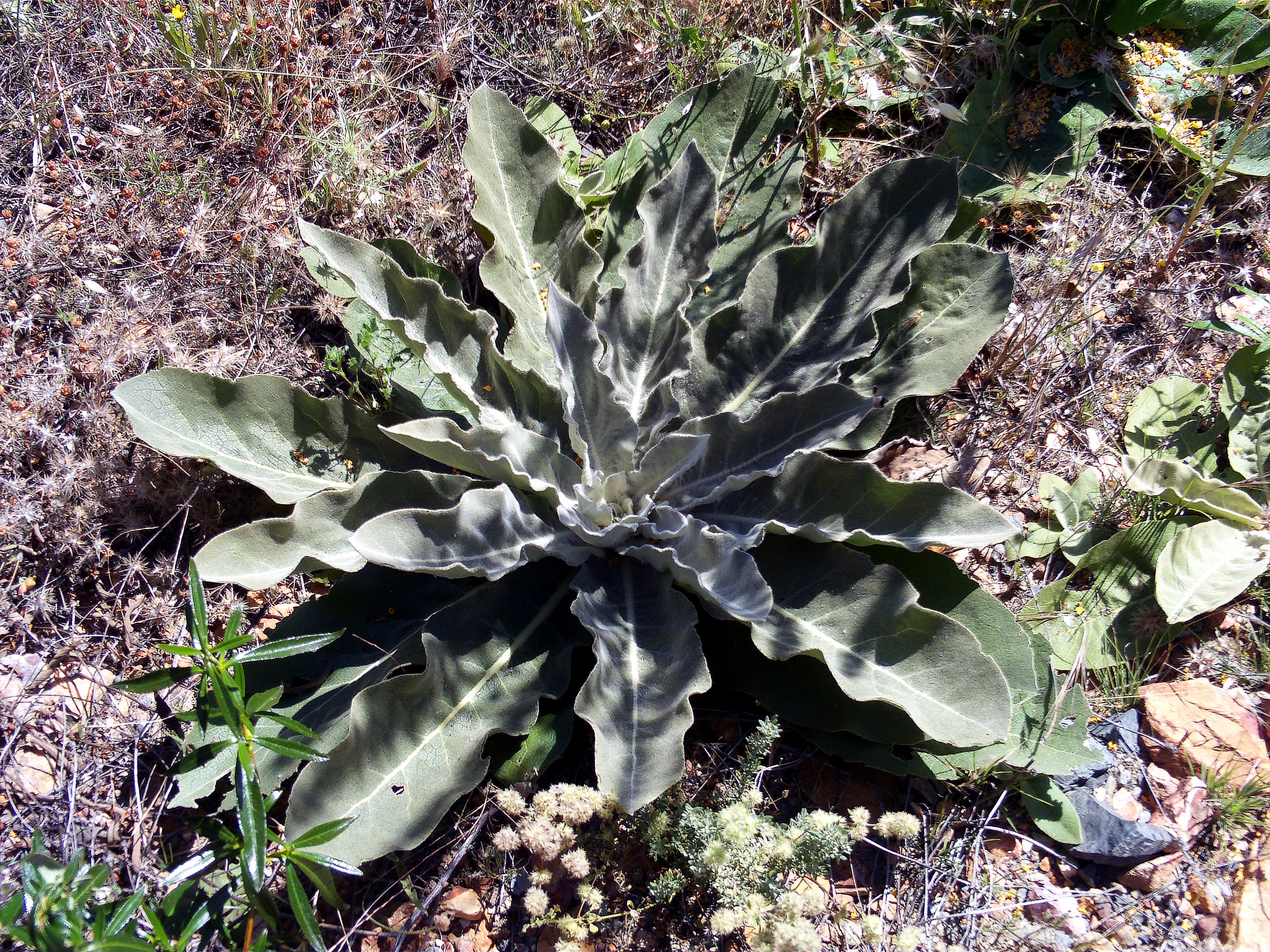
Hojas en roseta

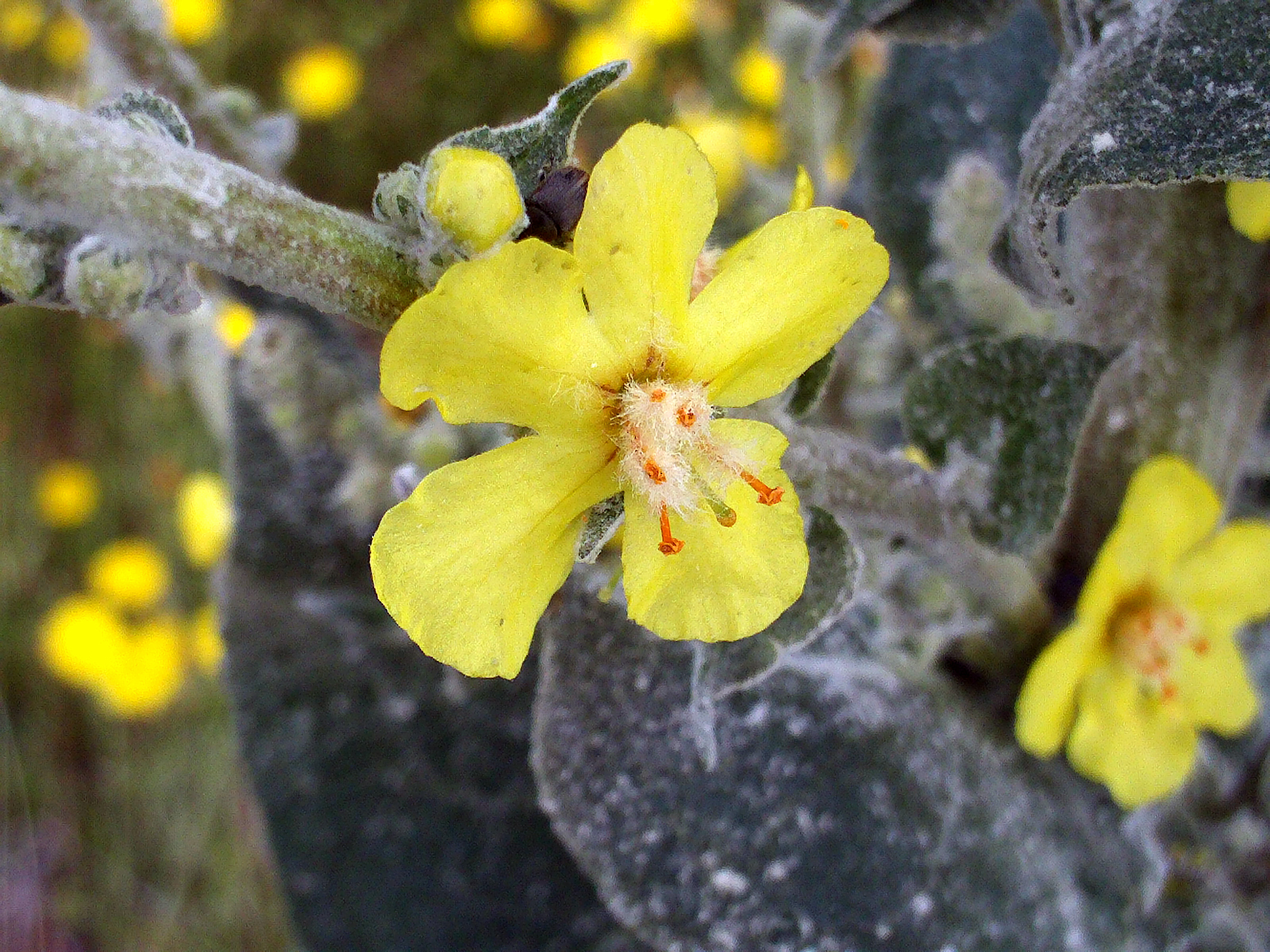
Flores

## Descripción
Planta alta, robusta y majestuosa de hasta 2 m de altura. Hojas grandes, las basales dispuestas de forma apretada y de hasta 10 cm de largo por 15 de ancho, las superiores a lo largo del tallo, más pequeñas, lanceoladas, pecioladas o casi sentadas, con borde festoneado, dentadas o casi enteras, de color blanco o gris y cubiertas de abundantes pelos algodonosos por ambas caras. Tallo consistente y de sección cilíndrica, no anguloso, de 50 a 130 cm, a veces hasta 200 cm. Raíz profunda de 30 a 200 cm. Flores hermafroditas amarillas de 2 a 2,5 cm de diámetro, dispuestas en grupitos, irregularmente separadas en las ramas laterales sobre pedicelos de hasta 7 mm, más largos que el cáliz, formando una inflorescencia piramidal, ramificada y densa, cáliz bilabiado, corola con 5 pétalos de color amarillo-dorado, 5 estambres con pelos blancos en los filamentos y brácteas lineares de 3 a 5 mm de longitud. Una característica de estas flores es que se abren como una rueda y se desprenden con facilidad al tocarlas. Fruto en cápsula encerrada por los sépalos, con semillas muy pequeñas.

## Hábitat
En terrenos baldíos, praderas secas, taludes, suelos pedregosos, bordes de caminos y escombreras.

## Distribución
Centro y sur de Europa. En España está muy extendida.

## Usos
Los romanos usaban las flores para obtener un colorante amarillo, y las hojas como mecha. También se usaba antiguamente para envarbascar las aguas y atrapar los peces así atontados. Las flores contienen saponinas y un fitosterol, el verbasterol, y las hojas abundantes mucílagos y sustancias margas. Resulta tóxica para el ganado y sus flores son muy apreciadas por las abejas, que obtienen con ellas una excelente miel.

## Taxonomía
Verbascum pulverulentum fue descrita por Dominique Villars y publicado en Prospectus de l'Histoire des Plantes de Dauphiné 22. 1779.
Etimología
Verbascum: nombre genérico que deriva del vocablo latino Barbascum (barba), refiriéndose a la vellosidad que cubre la planta.
pulverulentum: epíteto latino que significa "notablemente polvoriento".
Sinonimia
- Lychnitis pulverulenta Fourr.
- Thapsus floccosum Raf.
- Thapsus pulverulentum Raf.
- Verbascum farinosum Pourr. ex Willk. in Willk. & Lange[3]

## Nombres comunes
- Castellano: acillustre, acilustre, barbasco, beleño, berza de burro, bordalobo, bordelobo, champazo, coca, corazoncillo, cordoncillo, croca, cásamo, cásimo, engordalobo, floringu, floritones, goldolobu, gordilobo, gordolobo, gordolobu, guardalobo, guardalobo , guardalobos, guardilobo, guardilobo , guardolobo, herba de sapo, hojas de sapo, lobogordo, mastranzo, morga, muerga, nidio, oreja, oreja de burro, ostaza, pampinto, patilobo, patiyobo, sabonera, san juan blanco, tarantaina, troncho de lobo, tártamo, vardasco, verbaja, verbasco, verbasco pulverulento, verdelobo, viloria, zapatilla, zapatones.[3]